# Chồn bạc má Java
Chồn bạc má Java (Melogale orientalis) là một loài động vật có vú trong họ Chồn, bộ Ăn thịt. Loài này được Horsfield mô tả năm 1821.
Đây là loài đặc hữu Java và Bali ở Indonesia. Chúng sống trong rừng rậm và hoạt động về đêm.
Con trưởng thành cân nặng 1–2 kg với thân dài 35–40 cm và đuôi dài 14,5–17 cm.

## Hình ảnh

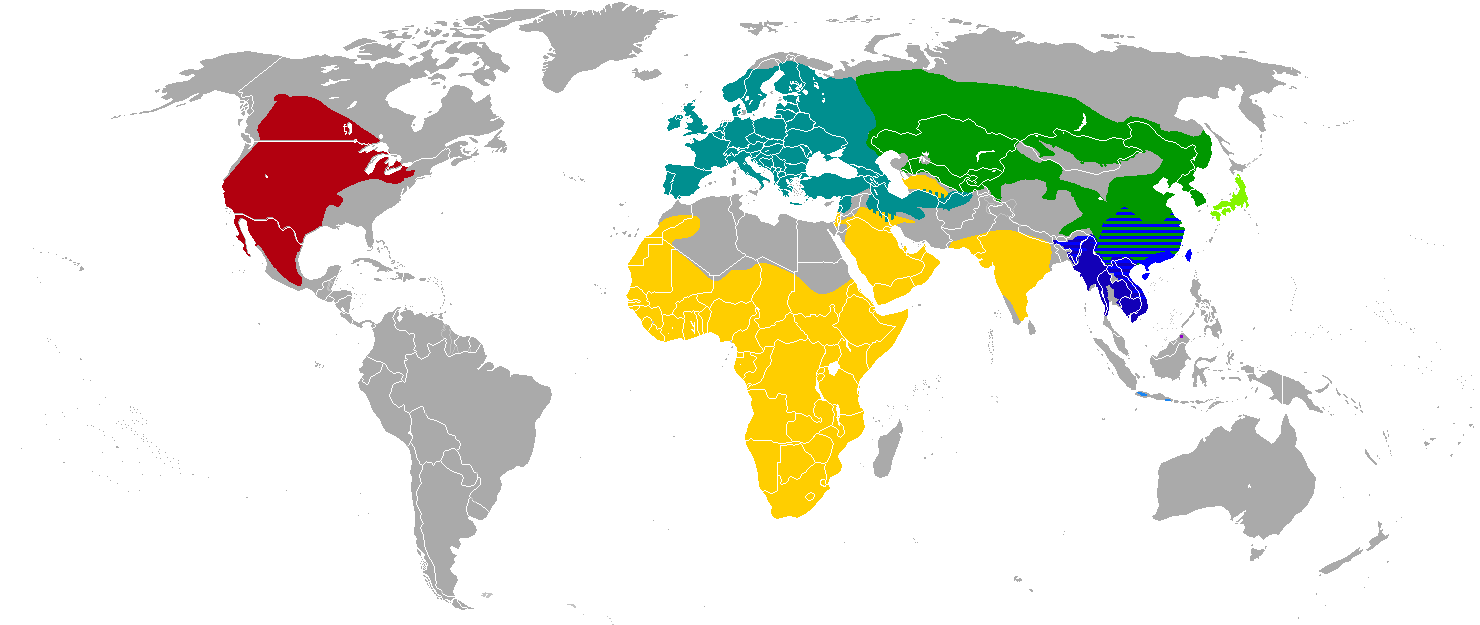